# آدولف دانری
آدولف دانری (به فرانسوی: Adolphe d'Ennery) نمایش‌نامه نویس و رمان‌نویس قرن نوزدهم میلادی اهل فرانسه است.